# 堅拿道

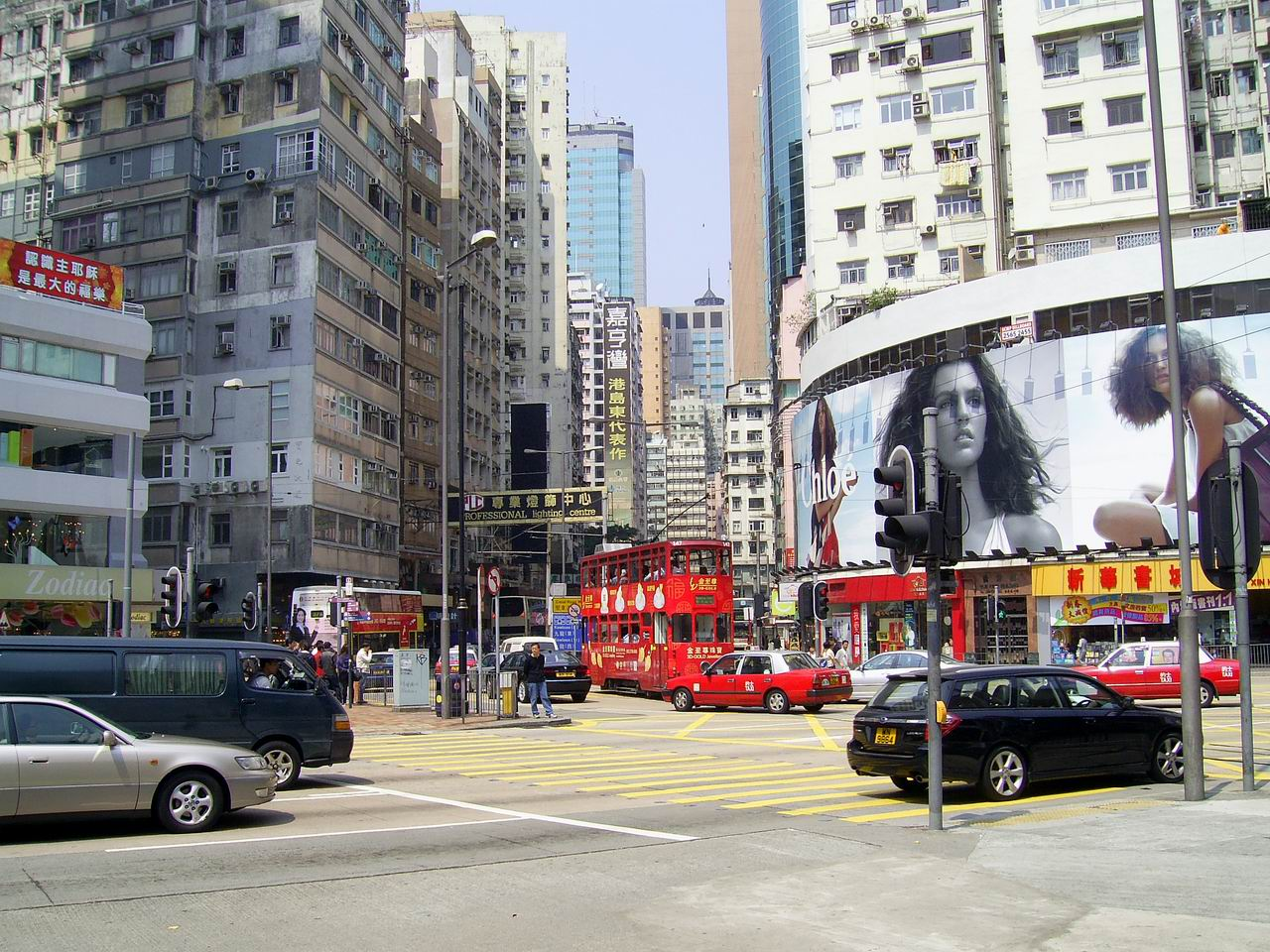
摩理臣山道與堅拿道之交匯點，遠望灣仔道該處才是天樂里的所在地

堅拿道（英語：Canal Road）是位於香港港島鵝頸的街道，沿以前的黃泥涌（寶靈頓運河）河道兩旁興建，堅拿道東與堅拿道西分別位處河道的東面和西面，是兩條隔著河道並排及南北走向的道路，故此堅拿道東和堅拿道西並非指一條道路的東段和西段。

## 歷史
「堅拿」是英文Canal的粵語譯音，意思為運河。堅拿道的前身，是從跑馬地流向維多利亞港的黃泥涌的河口，其後於1860年代末擴建為寶靈頓運河。堅拿道東及堅拿道西是在這運河兩旁的道路。由於這條運河又長又窄，彎曲成鵝頸的形狀，因此被當時的人稱為「鵝頸澗」，橫過這段河道的橋便稱為「鵝頸橋」，該區附近一帶更得名為「鵝頸區」。後來於1922年至1929年，香港政府於灣仔進行填海工程，舊有的鵝頸橋被拆卸，建成大致成為現時的電車路的模樣。而軒尼詩道以北的一段寶靈頓運河不久亦變成暗渠，到了1960年代末為了配合香港海底隧道的通車，香港政府更把於軒尼詩道以南，即電車公司以西的一段寶靈頓明渠填平，及後並在上方興建堅拿道天橋，而「鵝頸橋」一名亦轉移至堅拿道天橋上。其後為了配合香港仔隧道的通車，政府興建了黃泥涌峽天橋，連接堅拿道天橋及香港仔隧道跑馬地出口。

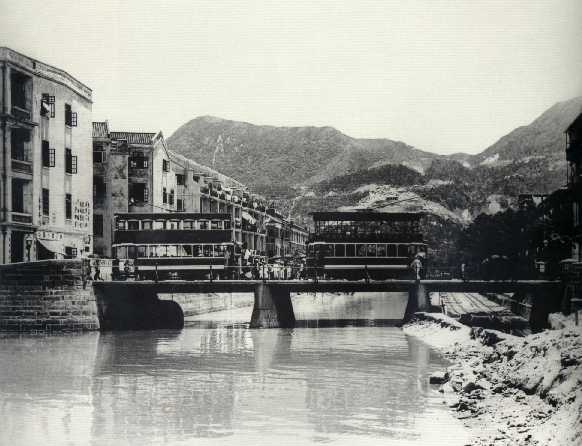
1920年代的鵝頸橋
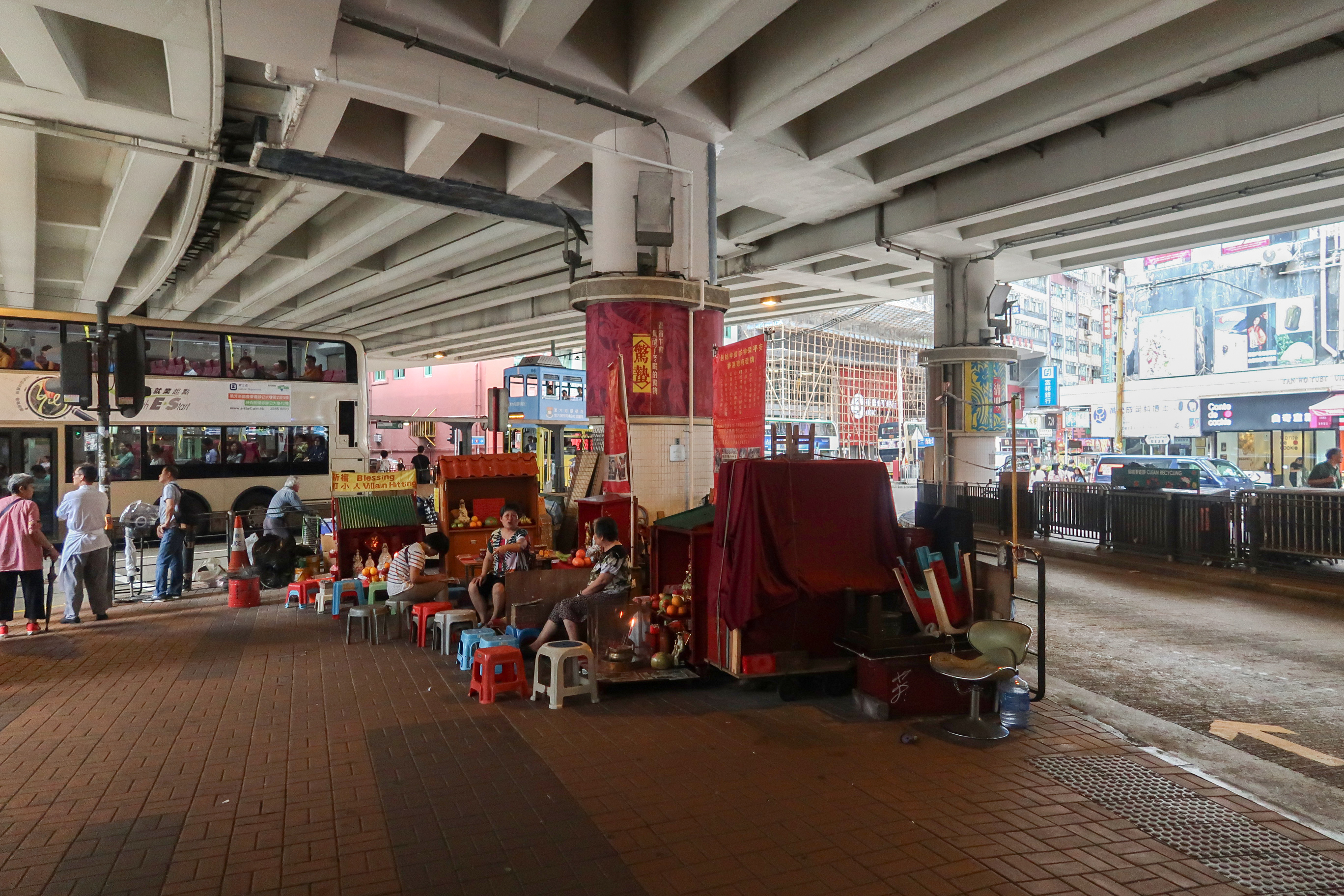
鵝頸橋下打小人
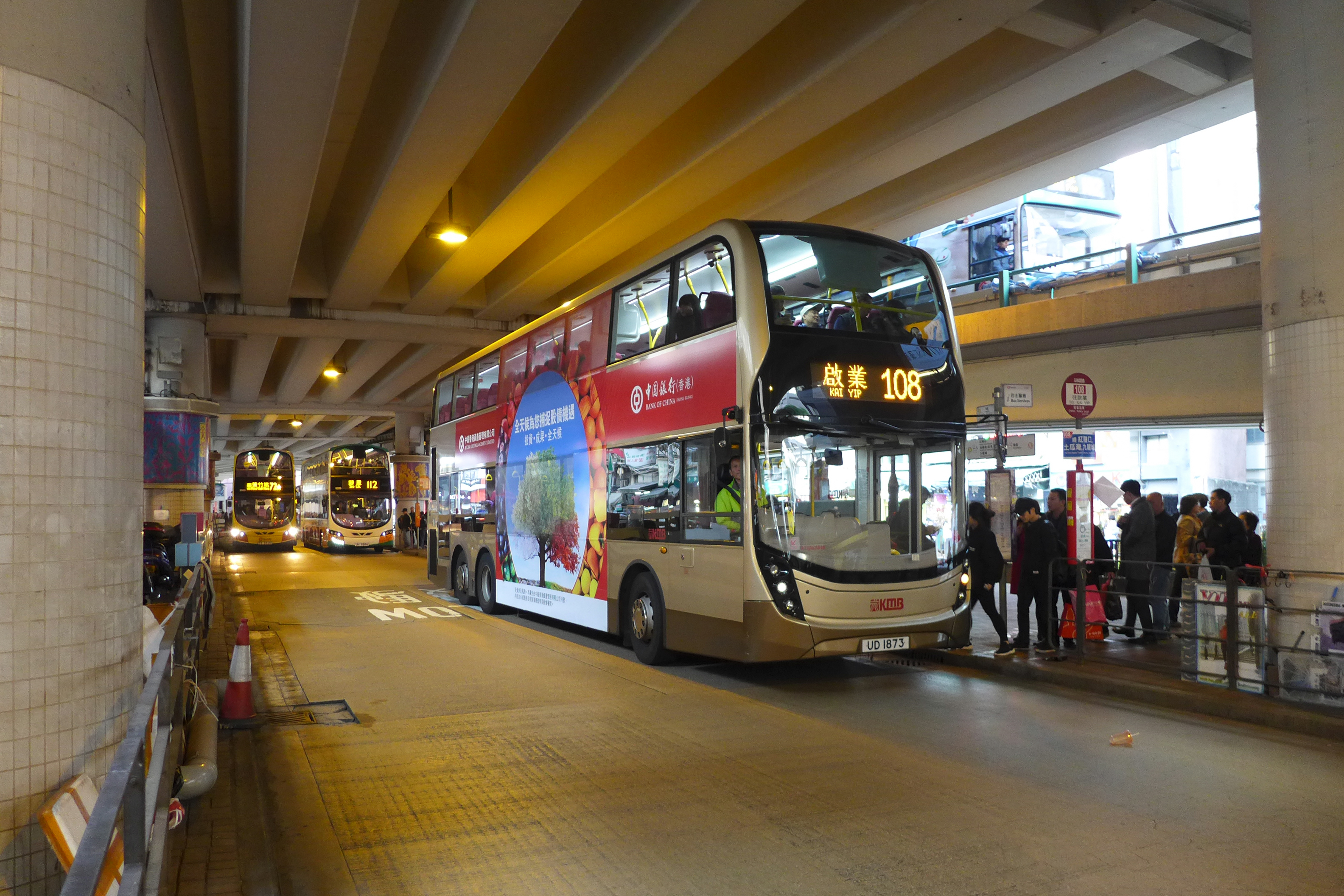
鵝頸橋下的巴士站

## 著名地點
- 時代廣場
- 伊利莎伯大廈
- 堅拿道天橋底打小人
- 寶靈頓道街市

## 交匯道路
- 告士打道
- 謝斐道
- 駱克道
- 軒尼詩道
- 登龍街（東）
- 灣仔道（西）
- 羅素街（東）
- 霎西街（西）
- 霎東街（東）
- 耀華街（東）
- 祥和里（西）
- 禮頓道
- 黃泥涌道（東）

## 外部連結
维基共享资源上的相關多媒體資源：堅拿道